# Tratado sobre a Proibição da Colocação de Armas Nucleares e Outras Armas de Destruição em Massa no Leito do Mar e no Fundo do Oceano
O Tratado sobre a Proibição da Colocação de Armas Nucleares e Outras Armas de Destruição em Massa no Leito do Mar e no Fundo do Oceano e em seu subsolo é um dispositivo legal internacional, originalmente assinado em 11 de fevereiro de 1971, destinado a evitar a proliferação dos testes nucleares, é um acordo multilateral entre os Estados Unidos, União Soviética (agora Rússia), Reino Unido e 91 outros países iniciado ainda durante a década de 1960. proibindo a colocação de armas nucleares ou "armas de destruição em massa" no fundo do oceano além de uma zona costeira de 12 milhas (22,2 km). Permite que os signatários observem todo o fundo do mar "atividades" de qualquer outro signatário além da zona de 12 milhas para garantir a conformidade.
Como o Tratado da Antártica, o Tratado do Espaço Exterior e os tratados da Zona Livre de Armas Nucleares, o Tratado de Controle de Armas do Fundo do Mar buscou prevenir a introdução de conflitos internacionais e armas nucleares em uma área até então livre deles. Chegar a um acordo sobre o fundo do mar, no entanto, envolveu problemas não encontrados na formulação dos outros dois acordos.

## História
Na década de 1960, os avanços na tecnologia da oceanografia e o grande aumento do interesse nos vastos e virtualmente inexplorados recursos do fundo do oceano levaram à preocupação de que a ausência de regras de direito claramente estabelecidas pudesse levar a conflitos. E havia temores simultâneos de que as nações pudessem usar o fundo do mar como um novo ambiente para instalações militares, incluindo aquelas capazes de lançar armas nucleares.
Em conformidade com uma proposta apresentada ao Secretário-Geral da ONU pelo Embaixador Pardo de Malta em agosto de 1967, a Assembleia Geral da ONU, em 18 de dezembro de 1967, estabeleceu um comitê ad hoc para estudar formas de reservar o fundo do mar para fins pacíficos, com o objetivo de assegurar "que a exploração e uso do fundo do mar e do fundo do oceano sejam conduzidos de acordo com os princípios e propósitos da Carta das Nações Unidas, no interesse da manutenção da paz e segurança internacionais e para o benefício de toda a humanidade." O Comitê passou a ser permanente no ano seguinte. Ao mesmo tempo, questões militares e de controle de armas relacionadas ao fundo do mar foram encaminhadas ao Comitê de Dezoito Nações sobre Desarmamento (ENDC) e seu sucessor, a Conferência do Comitê sobre Desarmamento (CCD). Em mensagem de 18 de março de 1969, o Presidente Nixon disse que a delegação americana ao ENDC deveria buscar a discussão dos fatores necessários para um acordo internacional que proíba a colocação de armas de destruição em massa no fundo do mar e no fundo do oceano e destacou que um acordo deste tipo, como os tratados da Antártica e do Espaço Sideral, "impediriam uma corrida armamentista antes que ela tivesse a chance de começar".

## Status

### Lista das partes
O Tratado de Controle de Armas do Fundo do Mar foi aberto para assinatura em Washington, Londres e Moscou em 11 de fevereiro de 1971. Ele entrou em vigor em 18 de maio de 1972, quando os Estados Unidos, o Reino Unido, a União Soviética e mais de 22 nações depositaram instrumentos de ratificação. Em outubro de 2018, 94 estados atuais são partes do tratado, enquanto outros 21 assinaram o tratado, mas não concluíram a ratificação.
Múltiplas datas indicam os diferentes dias em que os estados enviaram suas assinaturas ou depoimentos, que variaram de acordo com o local. Esta localização é indicada por: (L) para Londres, (M) para Moscou e (W) para Washington.
| Estado                    | Assinado                                                   | Depositado                                                                       | Método                                                 |
| ------------------------- | ---------------------------------------------------------- | -------------------------------------------------------------------------------- | ------------------------------------------------------ |
| Afeganistão               | 11 de fevereiro de 1971 (L, M, W)                          | 22 de abril de 1971 (M) 23 de abril de 1971 (L) 21 de maio de 1971 (W)           | Ratificação                                            |
| Argélia                   |                                                            | 27 de janeiro de 1992 (W)                                                        | Adesão                                                 |
| Antigua e Barbuda         |                                                            | 16 de novembro de 1988 (W) 26 de dezembro de 1988 (M) 26 de janeiro de 1989 (L)  | Sucessão do Reino Unido                                |
| Argentina                 | 3 de setembro de 1971 (L, M, W)                            | 21 de março de 1983 (L, M, W)                                                    | Ratificação                                            |
| Austrália                 | 11 de fevereiro de 1971 (L, M, W)                          | 23 de janeiro de 1973 (L, M, W)                                                  | Ratificação                                            |
| Áustria                   | 11 de fevereiro de 1971 (L, M, W)                          | 10 de agosto de 1972 (L, M, W)                                                   | Ratificação                                            |
| Bahamas                   |                                                            | 7 de junho de 1989 (W)                                                           | Adesão                                                 |
| Bielo-Rússia              | 3 de março de 1971 (M)                                     | 14 de setembro de 1971 (M)                                                       | Ratificação                                            |
| Bélgica                   | 11 de fevereiro de 1971 (L, M, W)                          | 20 de novembro de 1972 (L, M, W)                                                 | Ratificação                                            |
| Benin                     | 18 de março de 1971 (W)                                    | 19 de junho de 1986 (M) 2 de julho de 1986 (L) 7 de julho de 1986 (W)            | Ratificação                                            |
| Bósnia e Herzegovina      |                                                            | 15 de agosto de 1994 (W)                                                         | Sucessão da República Federal Socialista da Iugoslávia |
| Botswana                  | 11 de fevereiro de 1971 (W)                                | 10 de novembro de 1972 (W)                                                       | Ratificação                                            |
| Brasil                    | 3 de setembro de 1971 (L, M, W)                            | 10 de maio de 1988 (L, W) 4 de agosto de 1988 (M)                                | Ratificação                                            |
| Bulgária                  | 11 de fevereiro de 1971 (L, M, W)                          | 16 de abril de 1971 (M) 7 de maio de 1971 (W) 26 de maio de 1971 (L)             | Ratificação                                            |
| Canadá                    | 11 de fevereiro de 1971 (L, M, W)                          | 17 de maio de 1972 (L, M, W)                                                     | Ratificação                                            |
| Cabo Verde                |                                                            | 24 de outubro de 1979 (M)                                                        | Adesão                                                 |
| República Centro-Africana | 11 de fevereiro de 1971 (W)                                | 9 de julho de 1981 (W)                                                           | Ratificação                                            |
| China                     |                                                            | 28 de fevereiro de 1991 (L, M, W)                                                | Adesão                                                 |
| Congo                     |                                                            | 23 de outubro de 1978 (W)                                                        | Adesão                                                 |
| Côte d'Ivoire             |                                                            | 14 de janeiro de 1972 (M, W)                                                     | Adesão                                                 |
| Cuba                      |                                                            | 3 de junho de 1977 (M)                                                           | Adesão                                                 |
| Chipre                    | 11 de fevereiro de 1971 (L, M, W)                          | 17 de novembro de 1971 (L, M) 30 de dezembro de 1971 (W)                         | Ratificação                                            |
| República Checa           |                                                            | 1 de janeiro de 1993 (W) 5 de abril de 1993 (L) 9 de abril de 1993 (M)           | Sucessão da Tchecoslováquia                            |
| Dinamarca                 | 11 de fevereiro de 1971 (L, M, W)                          | 15 de junho de 1971 (L, M, W)                                                    | Ratificação                                            |
| República Dominicana      | 11 de fevereiro de 1971 (W)                                | 11 de fevereiro de 1972 (W)                                                      | Ratificação                                            |
| Etiópia                   | 11 de fevereiro de 1971 (L, M, W)                          | 12 de julho de 1977 (L) 14 de julho de 1977 (M, W)                               | Ratificação                                            |
| Finlândia                 | 11 de fevereiro de 1971 (L, M, W)                          | 8 de junho de 1971 (L, M, W)                                                     | Ratificação                                            |
| Alemanha                  | 8 de junho de 1971 (L, M, W)                               | 18 de novembro de 1975 (L, W)                                                    | Ratificação                                            |
| Gana                      | 11 de fevereiro de 1971 (L, M, W)                          | 9 de agosto de 1972 (W)                                                          | Ratificação                                            |
| Grécia                    | 11 de fevereiro de 1971 (M) 12 de fevereiro de 1971 (W)    | 28 de maio de 1985 (L, M, W)                                                     | Ratificação                                            |
| Guatemala                 | 11 de fevereiro de 1971 (W)                                | 1 de abril de 1996 (W)                                                           | Ratificação                                            |
| Guiné-bissau              |                                                            | 20 de agosto de 1976 (M)                                                         | Adesão                                                 |
| Holanda                   | 11 de fevereiro de 1971 (L, M, W)                          | 14 de janeiro de 1976 (L, M, W)                                                  | Ratificação                                            |
| Hungria                   | 11 de fevereiro de 1971 (L, M, W)                          | 13 de agosto de 1971 (L, M, W)                                                   | Ratificação                                            |
| Islândia                  | 11 de fevereiro de 1971 (L, M, W)                          | 30 de maio de 1972 (L, M, W)                                                     | Ratificação                                            |
| Índia                     |                                                            | 20 de julho de 1973 (L, M, W)                                                    | Adesão                                                 |
| Irã                       | 11 de fevereiro de 1971 (L, M, W)                          | 26 de agosto de 1971 (L, W) 6 de setembro de 1971 (M)                            | Ratificação                                            |
| Iraque                    | 22 de fevereiro de 1971 (M)                                | 13 de setembro de 1972 (M)                                                       | Ratificação                                            |
| Irlanda                   | 11 de fevereiro de 1971 (L, W)                             | 19 de agosto de 1971 (L, W)                                                      | Ratificação                                            |
| Itália                    | 11 de fevereiro de 1971 (L, M, W)                          | 3 de setembro de 1974 (L, M, W)                                                  | Ratificação                                            |
| Jamaica                   | 11 de outubro de 1971 (L, W) 14 de outubro de 1971 (M)     | 30 de julho de 1986 (L, M, W)                                                    | Ratificação                                            |
| Japão                     | 11 de fevereiro de 1971 (L, M, W)                          | 21 de junho de 1971 (L, M, W)                                                    | Ratificação                                            |
| Jordânia                  | 11 de fevereiro de 1971 (L, M, W)                          | 17 de agosto de 1971 (W) 30 de agosto de 1971 (M) 1 de novembro de 1971 (L)      | Ratificação                                            |
| Coreia do Sul             | 11 de fevereiro de 1971 (L, W)                             | 25 de junho de 1987 (L, W)                                                       | Ratificação                                            |
| Laos                      | 11 de fevereiro de 1971 (L, W) 15 de fevereiro de 1971 (M) | 19 de outubro de 1971 (L) 22 de outubro de 1971 (M) 3 de novembro de 1971 (W)    | Ratificação                                            |
| Letônia                   |                                                            | 24 de junho de 1992 (L) 3 de agosto de 1992 (W) 21 de agosto de 1992 (M)         | Adesão                                                 |
| Lesoto                    | 8 de setembro de 1971 (W)                                  | 3 de abril de 1973 (W)                                                           | Ratificação                                            |
| Líbia                     |                                                            | 6 de julho de 1990 (M)                                                           | Adesão                                                 |
| Liechtenstein             |                                                            | 30 de maio de 1991 (L, W) 31 de maio de 1991 (M)                                 | Adesão                                                 |
| Luxemburgo                | 11 de fevereiro de 1971 (L, M, W)                          | 11 de novembro de 1982 (L, M, W)                                                 | Ratificação                                            |
| Malásia                   | 20 de maio de 1971 (L, M, W)                               | 21 de junho de 1972 (L, M, W)                                                    | Ratificação                                            |
| Malta                     | 11 de fevereiro de 1971 (L, W)                             | 4 de maio de 1971 (W)                                                            | Ratificação                                            |
| Maurício                  | 11 de fevereiro de 1971 (W)                                | 23 de abril de 1971 (W) 3 de maio de 1971 (L) 18 de maio de 1971 (M)             | Ratificação                                            |
| México                    |                                                            | 23 de março de 1984 (L, M, W)                                                    | Adesão                                                 |
| Mongólia                  | 11 de fevereiro de 1971 (L, M)                             | 8 de outubro de 1971 (M) 15 de novembro de 1981 (L)                              | Ratificação                                            |
| Montenegro                |                                                            | 3 de junho de 2006 (M) 12 de dezembro de 2006 (L)                                | Sucessão da Sérvia e Montenegro                        |
| Marrocos                  | 11 de fevereiro de 1971 (M, W) 18 de fevereiro de 1971 (L) | 26 de julho de 1971 (L) 5 de agosto de 1971 (W) 18 de janeiro de 1972 (M)        | Ratificação                                            |
| Nepal                     | 11 de fevereiro de 1971 (M, W) 24 de fevereiro de 1971 (L) | 6 de julho de 1971 (L) 29 de julho de 1971 (M) 9 de agosto de 1971 (W)           | Ratificação                                            |
| Nova Zelândia             | 11 de fevereiro de 1971 (L, M, W)                          | 24 de fevereiro de 1972 (L, M, W)                                                | Ratificação                                            |
| Nicarágua                 | 11 de fevereiro de 1971 (W)                                | 7 de fevereiro de 1973 (W)                                                       | Ratificação                                            |
| Níger                     | 11 de fevereiro de 1971 (W)                                | 9 de agosto de 1971 (W)                                                          | Ratificação                                            |
| Noruega                   | 11 de fevereiro de 1971 (L, M, W)                          | 28 de junho de 1971 (L, M) 29 de junho de 1971 (W)                               | Ratificação                                            |
| Panamá                    | 11 de fevereiro de 1971 (W)                                | 20 de março de 1974 (W)                                                          | Ratificação                                            |
| Filipinas                 |                                                            | 5 de novembro de 1993 (L)                                                        | Adesão                                                 |
| Polônia                   | 11 de fevereiro de 1971 (L, M, W)                          | 15 de novembro de 1971 (L, M, W)                                                 | Ratificação                                            |
| Portugal                  |                                                            | 24 de junho de 1975 (L, M, W)                                                    | Adesão                                                 |
| Catar                     |                                                            | 12 de novembro de 1974 (L)                                                       | Adesão                                                 |
| Romênia                   | 11 de fevereiro de 1971 (L, M, W)                          | 10 de julho de 1972 (L, M, W)                                                    | Ratificação                                            |
| Rússia                    | 11 de fevereiro de 1971 (L, M, W)                          | 18 de maio de 1972 (L, M, W)                                                     | Ratificação                                            |
| Ruanda                    | 11 de fevereiro de 1971 (W)                                | 20 de maio de 1975 (L, M, W)                                                     | Ratificação                                            |
| São Cristóvão e Neves     |                                                            | 18 de maio de 1972 (W)                                                           | Adesão                                                 |
| São Vicente e Granadinas  |                                                            | 13 de maio de 1999 (L)                                                           | Sucessão do Reino Unido                                |
| São Tomé e Príncipe       |                                                            | 24 de agosto de 1979 (M)                                                         | Adesão                                                 |
| Arábia Saudita            | 7 de janeiro de 1972 (W)                                   | 23 de junho de 1972 (W)                                                          | Ratificação                                            |
| Sérvia                    |                                                            | 3 de junho de 2006 (L, M)                                                        | Sucessão da Sérvia e Montenegro                        |
| Seychelles                |                                                            | 12 de março de 1985 (L) 14 de março de 1985 (M) 8 de abril de 1985 (W)           | Adesão                                                 |
| Cingapura                 | 5 de maio de 1971 (L, M, W)                                | 10 de setembro de 1976 (L, M, W)                                                 | Ratificação                                            |
| Eslováquia                |                                                            | 1 de janeiro de 1993 (W) 17 de maio de 1993 (L) 25 de junho de 1993 (M)          | Sucessão da Tchecoslováquia                            |
| Eslovênia                 |                                                            | 7 de abril de 1992 (L) 20 de agosto de 1992 (W)                                  | Sucessão da República Federal Socialista da Iugoslávia |
| Ilhas Salomão             |                                                            | 17 de junho de 1981 (L)                                                          | Sucessão do Reino Unido                                |
| África do Sul             | 11 de fevereiro de 1971 (W)                                | 14 de novembro de 1973 (W) 26 de novembro de 1973 (L) 30 de novembro de 1973 (M) | Ratificação                                            |
| Espanha                   |                                                            | 15 de julho de 1987 (L, M, W)                                                    | Adesão                                                 |
| Suazilândia               | 11 de fevereiro de 1971 (W)                                | 9 de agosto de 1971 (W)                                                          | Ratificação                                            |
| Suécia                    | 11 de fevereiro de 1971 (L, M, W)                          | 28 de abril de 1972 (L, M, W)                                                    | Ratificação                                            |
| Suíça                     | 11 de fevereiro de 1971 (L, M, W)                          | 4 de maio de 1976 (L, M, W)                                                      | Ratificação                                            |
| Togo                      | 2 de abril de 1971 (W)                                     | 28 de junho de 1971 (W)                                                          | Ratificação                                            |
| Tunísia                   | 11 de fevereiro de 1971 (L, M, W)                          | 22 de outubro de 1971 (M) 28 de outubro de 1971 (L) 29 de outubro de 1971 (W)    | Ratificação                                            |
| Peru                      | 25 de fevereiro de 1971 (L, M, W)                          | 19 de outubro de 1972 (W) 25 de outubro de 1972 (L) 30 de outubro de 1972 (M)    | Ratificação                                            |
| Ucrânia                   | 3 de março de 1971 (M)                                     | 3 de setembro de 1971 (M)                                                        | Ratificação                                            |
| Reino Unido               | 11 de fevereiro de 1971 (L, M, W)                          | 18 de maio de 1972 (L, M, W)                                                     | Ratificação                                            |
| Estados Unidos            | 11 de fevereiro de 1971 (L, M, W)                          | 18 de maio de 1972 (L, M, W)                                                     | Ratificação                                            |
| Vietnã                    |                                                            | 20 de junho de 1980 (M)                                                          | Adesão como República Socialista do Vietnã             |
| Iémen                     | 23 de fevereiro de 1971 (M)                                | 1 de junho de 1979 (M)                                                           | Ratificação                                            |
| Zâmbia                    |                                                            | 9 de outubro de 1972 (L) 1 de novembro de 1972 (W) 2 de novembro de 1972 (M)     | Adesão                                                 |

Notas
1. ^ A data efetiva de sucessão de Montenegro foi 3 de junho de 2006.[4]
2. ^ Assinado pela República do Vietnã em 11 de fevereiro de 1971, mas após a vitória da República Democrática do Vietnã na Guerra do Vietnã, a República Socialista do Vietnã reunificada renunciou a todas as ações do tratado realizadas pela República do Vietnã.

### Estado com reconhecimento limitado, obedecendo ao tratado
A República da China (Taiwan), que atualmente é reconhecida apenas por 14 Estados membros da ONU, depositou seus instrumentos de ratificação do tratado antes da decisão dos Estados Unidos de trocar o reconhecimento do único governo legítimo da China pela República da China (ROC) para a República Popular da China (PRC) em 1971. Quando a PRC subsequentemente ratificou o tratado, eles descreveram a ratificação do ROC como "ilegal". O ROC se comprometeu a continuar a cumprir os requisitos do tratado, e os Estados Unidos declararam que ainda os consideram "vinculados às suas obrigações". 
| Estado             | Assinado                | Depositado              | Método      |
| ------------------ | ----------------------- | ----------------------- | ----------- |
| República da China | 11 de fevereiro de 1971 | 22 de fevereiro de 1972 | Ratificação |

### Estados que assinaram, mas não ratificaram [ editar fonte ]
| Estado           | Assinado                                                                            |
| ---------------- | ----------------------------------------------------------------------------------- |
| Bolívia          | 11 de fevereiro de 1971 (L, M, W)                                                   |
| Burundi          | 11 de fevereiro de 1971 (M, W)                                                      |
| Camboja          | 11 de fevereiro de 1971 (W)                                                         |
| Camarões         | 11 de novembro de 1971 (M)                                                          |
| Colômbia         | 11 de fevereiro de 1971 (W)                                                         |
| Costa Rica       | 11 de fevereiro de 1971 (W)                                                         |
| Guiné Equatorial | 4 de junho de 1971 (W)                                                              |
| Gâmbia           | 18 de maio de 1971 (L) 21 de maio de 1971 (M) 29 de outubro de 1971 (W)             |
| Guiné            | 11 de fevereiro de 1971 (M, W)                                                      |
| Honduras         | 11 de fevereiro de 1971 (W)                                                         |
| Líbano           | 11 de fevereiro de 1971 (L, M, W)                                                   |
| Libéria          | 11 de fevereiro de 1971 (W)                                                         |
| Madagáscar       | 14 de setembro de 1971 (W)                                                          |
| Mali             | 11 de fevereiro de 1971 (W) 15 de fevereiro de 1971 (M)                             |
| Myanmar          | 11 de fevereiro de 1971 (L, M, W)                                                   |
| Paraguai         | 23 de fevereiro de 1971 (W)                                                         |
| Senegal          | 17 de março de 1971 (W)                                                             |
| Serra Leoa       | 11 de fevereiro de 1971 (L) 12 de fevereiro de 1971 (M) 24 de fevereiro de 1971 (W) |
| Sudão            | 11 de fevereiro de 1971 (L) 12 de fevereiro de 1971 (M)                             |
| Tanzânia         | 11 de fevereiro de 1971 (W)                                                         |
| Uruguai          | 11 de fevereiro de 1971 (W)                                                         |

## Conteúdo
Compõe-se de onze artigos, que visam reconhecer como interesse mundial o uso para fins pacíficos do fundo do mar e seu leito. Do mesmo modo, a corrida armamentista, estendida a tal fronteira oceânica, aumentaria a intranquilidade internacional. Entretanto, respeita a soberania dos países, em doze milhas.

## Brasil
O Tratado foi subscrito pelo Brasil, através do Decreto nº 97.211, de 12 de dezembro de 1988.